# Lopolith

Grundtypen der Intrusion – Nr. 7: Lopolith

Ein Lopolith ist in der Geologie eine bestimmte Ausprägungsform eines magmatischen Plutons. Der erstarrte Gesteinskörper ist zu einer zentralen, schüsselförmigen Vertiefung ausgebildet.
Die Intrusion ist im Wesentlichen konkordant zu den umgebenden Schichten. Die Aufstiegswege des magmatischen Materials sind entweder schlotförmig oder als Dykes ausgebildet.
Lopolithe sind in Gesteinseinheiten jeden Alters zu finden, vom Archaikum bis zum Eozän. Sie sind oft lagig aus großen ultramafischen und mafischen Schichten aufgebaut. Gabbro ist ein häufiges Gestein in Lopolithen.
Beispiele sind der Sudbury Igneous Complex in Ontario, der Bushveld-Komplex in Südafrika, der Skaergaard-Komplex auf Grönland und der Humboldt-Lopolith in Nevada. Die Vorkommen von Sudbury und Bushveld wurden in einen Zusammenhang mit großen Meteoriteneinschlägen und damit verbundener Aufschmelzung von Erdkrustenmaterial gebracht.
Der Duluth-Gabbrokomplex, der lange Zeit als der Archetyp eines Lopoliths gegolten hatte, erwies sich als etwa 16 km mächtiger Lagergang.
Definiert und zuerst gebraucht wurde der Begriff von Frank Fitch Grout Anfang des 20. Jahrhunderts bei der Beschreibung des Duluth-Komplexes im nördlichen Minnesota und angrenzenden Ontario.